# Observatorio OMC contra las Pseudociencias, Pseudoterapias, Intrusismo y Sectas Sanitarias
El Observatorio OMC contra las Pseudociencias, Pseudoterapias, Intrusismo y Sectas Sanitarias es un observatorio profesional creado por la Organización Médica Colegial de España que tiene como fines informar y concienciar, estando dedicado a velar «por los pacientes frente a los engaños de las pseudoterapias» en España.
En palabras de la OMC, su misión es la de «informar y concienciar, velando para que las actuaciones de los profesionales médicos se ajusten a la Lex Artis ad Hoc y que no se traten de prácticas basadas en las pseudociencias o que responden a publicidad engañosa». Además pretende garantizar que en la cartera de servicios del Sistema Nacional de Salud español no se utilicen falsas terapias, productos milagro ni técnicas pseudocientíficas engañosas o que no tengan un sustrato científico experimental y de efectividad reconocida y probada, dado que se observa cómo están instalándose en hospitales y centros sanitarios tanto públicos como privados, con la permisividad sorprendente de responsables gerenciales.

## Historia y actividades
El Observatorio OMC contra las Pseudociencias, Pseudoterapias, Intrusismo y Sectas Sanitarias fue creado por la Asamblea General de la Organización Médica Colegial española en marzo de 2017 como una red estructurada colegial a nivel estatal, que permita compartir y transmitir información contrastada, verificada y validada sobre pseudoterapias.
El desarrollo de los criterios y fundamentos del Observatorio contó con la colaboración de organizaciones de la sociedad civil como la Asociación para Proteger al Enfermo de Terapias Pseudocientíficas (APETP), la Sociedad para el Avance del Pensamiento Crítico (ARP-SAPC) y el Círculo Escéptico.
Su establecimiento es considerado como una muestra de los médicos tomando partido en favor de las terapias con aval científico y en contra de las prácticas sin respaldo científico (pseudoterapias).
Su puesta en marcha, -en opinión de Serafín Romero, presidente de la Organización Médica Colegial de España - "ha provocado un cambio en el seno de los propios colegios de médicos, que han suprimido las secciones dedicadas a estas materias”.
Una de las primeras acciones llevadas a cabo por el observatorio en abril de 2017 fue la de denunciar ante la Fiscalía General del Estado español una relación documentada de alrededor de 90 páginas web que publicitaban pseudoterapias "peligrosas" para la salud de los ciudadanos con el objetivo de iniciar una investigación que llevase a su cierre.
En el año 2018 el observatorio después de analizar 139 prácticas recogidas en el documento sobre terapias naturales publicado por el Ministerio de Sanidad del gobierno español en 2011 dio su recomendación para que este clasificara oficialmente 72 de ellas como pseudoterapias (permaneciendo el resto en evaluación) denunciándolas públicamente y a quienes las practican por representar un peligro para la salud pública. Lo cual dio como resultado que el Ministerio de sanidad las declarara oficialmente como pseudoteriapias.

## Clasificación de terapias no convencionales
El observatorio ha propuesto la clasificación de terapias no convencionales en las siguientes categorías para su estudio y evaluación:
- Sistemas integrales o completos
- Prácticas biológicas
- Prácticas de manipulación y basadas en el cuerpo
- Técnicas de la mente y el cuerpo
- Técnicas sobre la base de la energía
- Técnicas no convencionales